# Carnaval (filme)
Carnaval é um filme brasileiro de comédia dirigido por Leandro Neri, lançado no dia 2 de junho de 2021 na plataforma Netflix. É estrelado por Giovana Cordeiro, Bruna Inocencio, Gessica Kayane e Samya Pascotto, que interpretam quatro amigas que vão para Salvador em pleno feriado de Carnaval.

## Sinopse
A influenciadora digital Nina descobre um vídeo de traição do namorado viralizando nas redes sociais e, para superar o término, ela usa seus contatos para viajar para Salvador em plena semana de Carnaval, junto das três melhores amigas, com tudo pago.

## Elenco
- Giovana Cordeiro como Nina[5]
- Bruna Inocencio como Mayra[6]
- Gessica Kayane como Michelle[7]
- Samya Pascotto como Vivi[8]
- Flavia Pavanelli como Luana[9]
- Micael Borges como Freddy Nunes
- Nikolas Antunes como Jorge
- Stella Miranda como Selene
- Jean Pedro como Salvador
- Rafael Medrado como Samir
- Antonio Rafaski como Ronaldo
- Manoel Rafaski como Reinaldo
- Thati Lopes como Duda

## Produção
A produção é uma parceria entre a Netflix e a produtora Camisa Listrada. O filme é ambientado em Salvador, Bahia, mas as gravações ocorreram boa parte em um resort na Praia do Forte, localizada a cerca de 30km de distância de Salvador. As cenas de eventos carnavalescos foram gravadas durante o Carnaval de 2020.
No elenco do filme, há nomes conhecidos. O ator e cantor carioca Micael Borges, interpreta o cantor baiano Freddy Nunes. A digital influencer Flávia Pavanelli, também interpreta uma digital influencer no filme.

## Lançamento
Em 3 de maio de 2021, o primeiro trailer foi divulgado. Em 2 de junho de 2021, o filme foi lançado simultaneamente em 190 países pela plataforma de streaming, Netflix. Carnaval teve grande repercussão nacional e internacional. No Brasil, esteve em primeiro lugar no Top 10 de produções assistidas. Em Portugal, alcançou a segunda posição, e na Espanha, esteve em quarto lugar na semana de seu lançamento.

## Recepção

### Resposta da crítica
No site do agregador de resenhas Rotten Tomatoes, 17% de 6 resenhas são positivas, com uma classificação média de 4,70/10.

### Controvérsias
O filme recebeu inúmeras críticas pelos erros na produção e locações de filmagens. Em uma cena da atriz Giovanna Cordeiro, a personagem se perde durante o Carnaval no bairro da Barra e vai parar no bairro Pelourinho, que são relativamente distantes para que a personagem se perca de um para o outro com facilidade.
 

A escolha do elenco também recebeu diversas críticas em razão da baixa representatividade e reforço de estereótipos. Poucos atores negros integram o elenco principal do filme que se passa na cidade com maior população negra do Brasil. A escolha de Micael Borges, um cantor carioca, para interpretar um cantor baiano, gerou controvérsias devido ao exagero de sotaque em cena do ator.